# 比弗丹 (密蘇里州)
比弗丹（英語：Beaverdam）是位於美國密蘇里州里普利縣的非建制地區。

## 歷史
比弗丹的郵局於1895年設立，其後於1897年停運。

## 地理
比弗丹所處的海拔為高於海平面128米（即420英呎），而該地所採用的時區為UTC-6，即北美中部時區（CST）。同時該地設有夏令時間，為UTC-6調快一小時，即UTC-5（CDT）。